# A Second Face
A Second Face (Drugie Oblicze) – gra przygodowa autorstwa Jospina Le Woltaire, wydana w 2008 r. na licencji freeware. Gatunkowo gra lokuje się na pograniczu fantasy i science-fiction, zawiera również elementy klasycznego cyberpunka oraz ślady myśli oświeceniowej.

## Fabuła
Fabuła rozgrywa się na planecie rotującej synchronicznie ze swym słońcem. Stronę planety zwróconą do słońca zamieszkują Strefisowie, Oświeceni, zaś ciemną stronę – Ugeltzowie, Ludzie Nocy. Obie cywilizacje od wieków nie mają ze sobą kontaktu, a pamięć o sobie zachowały jedynie w legendach.
Akcja gry rozpoczyna się w pałacu Ugka, władcy krainy położonej po ciemnej stronie planety. Ugk wzywa do siebie swoich dwóch synów, książąt Rabokka i Torga, i nakazuje im znaleźć sposób na rozwiązanie problemu kryzysu energetycznego w krainie. Przyczyną kryzysu jest wyczerpanie złóż marginu, podstawowego surowca energetycznego po ciemnej stronie planety będącego jednocześnie tamtejszą walutą oraz popularnym wśród wyższych sfer narkotykiem. Wskazówką do rozwiązania problemu ma być legenda o tajemniczej Krainie Światła, w której Ugk doszukuje się śladów na istnienie niewyczerpanego źródła światła i energii. Nagrodą za wykonanie zadania jest prawo do sukcesji, dlatego mimo zdecydowanego sceptycyzmu wobec teorii ojca, książęta rozpoczynają swoje śledztwo w sprawie Krainy Światła.

## Produkcja
A Second Face została napisana przy wykorzystaniu silnika Adventure Game Studio. Tworzenie gry było dla Le Woltaire’a w dużej mierze improwizacją. Początkowe stadia pisania fabuły zaczął od szkiców tła oraz postaci. Następnie rozplanował główne cut scenki zgodnie z podstawowymi założeniami fabularnymi gry. Kolejne motywy, postacie oraz zagadki dodawał nieliniowo i rozwijał w trakcie skryptowania gry. „Jednoczesne szkicowanie, modelowanie komputerowe, dramaturgia oraz pisanie skryptów to dla mnie dobry sposób na to, aby różne elementy współgrały ze sobą”
Grafiki postaci i tła zostały najpierw naszkicowane węglem, następnie pokolorowane akwarelą. Wykonane w ten sposób projekty zostały następnie zeskanowane i poddane retuszowi cyfrowemu. Szkice tła zostały użyte jako odnośnik dla trójwymiarowych modeli, cyfrowo dopasowanych później do stylu graficznego postaci. Zarówno postacie, jak i tła zostały następnie zanimowane klatkowo przy użyciu sześciu klatek animacji dla każdego obiektu.
Przy projektowaniu miasta Ugeltzów Le Woltaire inspirował się mapą starożytnego Babilonu.

## Obsługa gry
Gra składa się z części interaktywnej oraz wstawek filmowych. Gracz kontroluje bohatera za pomocą menu kołowego oraz inwentarza, typowych elementów klasycznej gry przygodowej. Gra posiada dodatkowo funkcję otwartych dialogów z bohaterami niezależnymi gry, prowadzonych poprzez wpisywanie słów kluczowych w trakcie dialogu.

## Nagrody i wyróżnienia
A Second Face otrzymała 15 nominacji do nagrody AGS Award 2008. Gra została nagrodzona w trzech kategoriach: najlepsza fabuła 2008, najlepsze tła 2008, najlepsza gra 2008.

## Dostępność i wersje
Grę można pobrać bezpłatnie z oficjalnej strony A Second Face lub z bazy gier Adventure Game Studio. Do oryginalnej niemieckiej wersji dołączono tłumaczenia na kilka języków, w tym na język polski.